# Peeter
Peeter ist als estnische Form von Peter ein estnischer männlicher Vorname, kommt jedoch vereinzelt auch als Variante des niederländischen Vornamens Pieter vor.

## Namensträger

### Estnischer Vorname
- Peeter Allik (1966–2019), estnischer surrealistischer Grafiker und Künstler
- Peeter Grünfeldt (1865–1937), estnischer Schriftsteller, Übersetzer und Journalist
- Peeter Jakobson (1854–1899), estnischer Dichter und Dramatiker
- Peeter Järvelaid (* 1957), estnischer Rechtswissenschaftler und Historiker
- Peeter Kümmel (* 1982), estnischer Skilangläufer
- Peeter Lilje (1950–1993), estnischer Dirigent und Violinist
- Peeter Lindsaar (1906–1990), estnischer Schriftsteller und Journalist
- Peeter Oja (* 1960), estnischer Schauspieler und Komiker
- Peeter Olesk (Literaturwissenschaftler) (1953–2021), estnischer Literaturwissenschaftler und Politiker
- Peeter Olesk (Sportschütze) (* 1993), estnischer Sportschütze
- Peeter Pedajas (1893–1959), estnischer Schriftsteller
- Peeter Sauter (* 1962), estnischer Schriftsteller
- Peeter Süda (1883–1920), estnischer Komponist
- Peeter Vähi (* 1955), estnischer Komponist

### Flämischer Vorname
- Peeter Neeffs der Ältere (1578–1659), niederländischer Maler
- Peeter Snayers (1592–1667), flämischer Maler

## Varianten
- Petra, Petrina, weibliche Form
- Pedro, spanisch, portugiesisch
- Pere, katalanisch
- Piero, Pier, Pietro, italienisch
- Petrus, lateinisch
- Pierre, französisch
- Pjeter, albanisch
- Piotr, Pjotr, russisch/slawisch
- Petar, südslawisch
- Petr, tschechisch
- Pětr, sorbisch
- Petras, litauisch
- Pēteris, lettisch
- Pir, Pier, Pit, luxemburgisch
- Peer, norwegisch, dänisch
- Per, dänisch, schwedisch, norwegisch
- Pär, schwedisch
- Pêr, bretonisch
- Piet, Pieter, Peter, niederländisch
- Pétur, isländisch
- بتروس (bitrūs), arabisch
- Piers, angelsächsisch